# Ларошжаклен, Луи де
Маркиз Луи дю Вержье де Ларошжаклен (30 ноября 1777, fr:Saint-Aubin-de-Baubigné, историческая область Пуату, Королевство Франция — 5 июня 1815, в бою при Мате, около fr:Saint-Hilaire-de-Riez, Вандея) — французский военачальник-роялист и вандейский повстанец, брат Анри и Огюста де Ларошжакленов.

## Биография
Выходец из аристократической семьи. На момент начала революции ему было только 12 лет. Эмигрировал с отцом в Германию. Его старший брат вскоре вернулся во Францию, стал одним из лидеров вандейцев и через какое-то время погиб. Луи в 16 лет поступил в австрийскую армию, сражался против революционной Франции, затем записался в состав британских войск и воевал на их стороне с войсками сторонников революции в Вест-Индии. Когда Наполеон Бонапарт пришел к власти и отменил законы против эмигрантов, среди вернувшихся был и Луи де Ларошжаклен. В том же году он женился на вдове одного из лидеров Вандейского мятежа, маркиза де Лескюра.
Несмотря на предложение Наполеона, Луи де Ларошжаклен отказался поступить к нему на службу. Он проживал в своём замке в Пуату, и, постоянно разьезжая по департаментам, где ранее разворачивался мятеж, всегда был готов при необходимости возглавить его снова, так как само имя Ларошжакленов могло обеспечить ему достаточно сторонников.
Тем не менее, восстание так и не было начато вновь. В 1814 году Бурбоны вернулись во Францию, тогда как Наполеон удалился на остров Эльба. Однако уже в 1815 году он вернулся оттуда. Бурбоны бежали за границу в Гент, куда их проводил Ларошжаклен, но там не остался, и возвратился в Вандею. Восстание вспыхнуло практически моментально, Ларошжаклена признали как главнокомандующего такие признанные лидеры роялистов, как Сюзанне и Дотишамп.
Узнав, о начале восстания, Наполеон направил в Вандею 12 000 корпус под началом генерала Ламарка. Это сильно осложнило положение восставших. После нескольких стычек, неудачных для вандейцев, одна из колонн наполеоновских войск под командованием бригадного генерала Эстева наткнулась у фермы Мат на соединение вандейцев во главе с братьями Ларошжаклен. Луи де Ларошжаклен принял решение дать сражение, в ходе которого был убит пулей в грудь, а его брат Огюст ранен. Отряд роялистов вынужден был отступить.
Через несколько дней после этого, генерал Ламарк нанёс Сюзанне и Дотишампу крупное поражение, однако к этому времени Наполеон уже проиграл битву при Ватерлоо, и вскоре Ламарк был вынужден на время эмигрировать из страны.
История Луи де Ларошжаклена подробно описана в мемуарах его вдовы Виктории де Ларошжаклен.